# Ambroise Oyongo
Ambroise Oyongo Bitolo, född 22 juni 1991, är en kamerunsk fotbollsspelare (vänsterback).

## Landslagskarriär
I december 2021 blev Oyongo uttagen i Kameruns trupp till Afrikanska mästerskapet 2021.